# Zhang Qi
Zhang Qi (en chino: 张骐) es una deportista china que compite en lucha libre. Ganó una medalla de oro en el Campeonato Mundial de Lucha de 2023, en la categoría de 59 kg.

## Palmarés internacional
| Campeonato Mundial | Campeonato Mundial | Campeonato Mundial | Campeonato Mundial |
| Año                | Lugar              | Medalla            | Categoría          |
| ------------------ | ------------------ | ------------------ | ------------------ |
| 2023               | Belgrado (Serbia)  | Medalla de oro     | 59 kg              |